# دانشگاه مالزی ساراواک
دانشگاه مالزی ساراواک (UNIMAS ; انگلیسی: University of Sarawak Malaysia) یک دانشگاه دولتی مالزی است که در کوتا ساماراهان، ساراواک واقع شده‌است. دانشگاه مالزی ساراواک رسماً در ۲۴ دسامبر ۱۹۹۲ تأسیس شد. اخیراً این دانشگاه در رتبه‌بندی دانشگاه‌های آسیایی ۲۰۱۷ توسط رتبه‌بندی دانشگاهی کیواس در بین ۲۰۰ ام برتر رتبه‌بندی شده‌است. این دانشگاه ۱۱۸ نفر از اولین دانشجویان خود را در سال ۱۹۹۳ با افتتاح دانشکده علوم اجتماعی و دانشکده علوم و فناوری منابع پذیرفت. پردیس شرقی دانشگاه در کوتا ساماراهان به‌طور رسمی توسط مهاتیر محمد در ۳۱ اوت ۱۹۹۳ راه اندازی شد.

## رتبه
| سال  | رتبه    | ارزش گذار                     |
| ---- | ------- | ----------------------------- |
| 2012 | 161-170 | رتبه‌بندی دانشگاه‌های آسیایی QS |
| 2013 | 181-190 | رتبه‌بندی دانشگاه‌های آسیایی QS |
| 2014 | 201-250 | رتبه‌بندی دانشگاه‌های آسیایی QS |
| 2015 | 201     | رتبه‌بندی دانشگاه‌های آسیایی QS |
| 2016 | 251     | رتبه‌بندی دانشگاه‌های آسیایی QS |
| 2017 | 251-300 | رتبه‌بندی دانشگاه‌های آسیایی QS |
| 2018 | 247     | رتبه‌بندی دانشگاه‌های آسیایی QS |
| 2019 | 236     | رتبه‌بندی دانشگاه‌های آسیایی QS |
| 2020 | 243     | رتبه‌بندی دانشگاه‌های آسیایی QS |
| 2021 | 251-260 | رتبه‌بندی دانشگاه‌های آسیایی QS |